# Laudemus Virginem
«Laudemus Virginem» («Вознесём хвалу Деве») — песня из сборника XIV века «Llibre Vermell», записанная на странице 23r, с латинским текстом.
Это произведение — caça, средневековый канон, который может исполняться двумя или тремя голосами. Об этом говорит надпись красными чернилами «Caça de duobus vel tribus».
Музыка записана в мензуральной нотации Ars nova. Мелодия восходит к григорианскому антифону «Ave Regina Caelorum».
Справа от текста «Laudemus Virginem» в манускрипте имеется приписка красными чернилами «vel sic» («или так»), ниже, под первым текстом канона, приводится другой текст: «Plangamus scelera». Таким образом, у певцов была возможность исполнять эту мелодию с разными текстами, причём один из текстов восхваляющий, а другой покаянный.
Возможно, этот канон был учебным и использовался в знаменитой певческой школе монастыря Монсеррат.

## Слова
| Laudemus Virginem Mater est: |
| Et ejus filius Ihesus est.   |

| Plangamus scelera acriter,   |
| Sperantes in Ihesum jugiter. |

## Перевод
| Славим Деву-Матерь |
| И сына её Иисуса.  |

| Истово оплакиваем наши грехи, |
| Неизменно на Иисуса уповая.   |

### Музыка
- midi-файл на сайте Amaranth Publishing
- Ноты в формате PDF

### Записи
Исполнения «Laudemus Virginem» приведены на странице
http://www.medieval.org/emfaq/composers/vermell.html.